# Élisabeth de Groux
Élisabeth de Groux est une graveuse et dessinatrice belge, née le 4 novembre 1894 à Boulogne-sur-Mer et morte le 5 novembre 1949 à Aix-en-Provence. Elle est connue pour ses burins et eaux-fortes volontaires[Quoi ?]. Ses bois gravés sur la guerre de 1914 furent célèbres et populaires.
Elle est la fille de Marie Engel et du peintre symboliste belge Henry de Groux, et est la seconde épouse d'Émile Baumann et la filleule de Leon Bloy.
Proche des poètes du Félibrige, et en particulier de Charloun Rieu et Émile Sicard, elle vécut en Provence. En 1913, ce dernier publie un article sur la jeune fille de 18 ans dans la revue Le Feu, rapportant qu'elle a « recueilli la mystérieuse leçon de l'imagination de son père » et la nomme « la jeune fille qui peint les aigles ». 